# Uncinia tenuifolia
Uncinia tenuifolia är en halvgräsart som beskrevs av Gerald A. Wheeler och Paul Goetghebeur. Uncinia tenuifolia ingår i släktet Uncinia och familjen halvgräs. IUCN kategoriserar arten globalt som sårbar. Inga underarter finns listade i Catalogue of Life.